# Cheot sarang
Cheot sarang (Hangul: 첫사랑; także znany jako First Love) – południowokoreański serial telewizyjny emitowany na antenie KBS2 od 7 września 1996 do 20 kwietnia 1997 roku. Serial emitowany był w soboty i niedziele o 19:55. Jest to koreański serial z jedną z najwyższych oglądalności 65,8% (z dnia 20 kwietnia 1997 r.) i średnią oglądalnością 52,6%.

## Obsada
- Bae Yong-joon jako Sung Chan-woo
- Choi Soo-jong jako Sung Chan-hyuk
- Lee Seung-yeon jako Lee Hyo-kyung
- Song Chae-hwan jako Sung Chan-ok (siostra Chan-hyuka i Chan-woo)
- Choi Ji-woo jako Kang Suk-hee
- Park Sang-won jako Kang Suk-jin (brat Suk-hee)
- Lee Hye-young jako Park Shin-ja
- Son Hyun-joo jako Ju Jung-nam
- Bae Do-hwan jako Oh Dong-pal
- Jo Kyung-hwan jako Lee Jae-ha (ojciec Hyo-kyung)
- Yoon Mi-ra jako matka Hyo-kyung
- Kim In-moon jako Sung Duk-bae (ojciec Chan-woo)
- Jeon Yang-ja jako Jun (matka Suk-jina)
- Park Jung-soo jako matka Shin-ja
- Kim Tae-woo jako Park Hyung-ki
- Song Hye-kyo
- Park Sang-min
- Lee Kyung-shim
- Park In-hwan
- Cha Tae-hyun jako przyjaciel Chan-woo

## Emisja zagraniczna
W Japonii serial miał swoją premierę 31 marca 2005 roku na kanale NHK BS2 z japońskim dubbingiem. Materiał wyjściowy został wyemitowany w 40 odcinkach. W dniu premiery oglądalność wyniosła 2,4%.

## Nagrody
| Rok  | Nagroda                  | Kategoria                                                 | Wynik   |
| ---- | ------------------------ | --------------------------------------------------------- | ------- |
| 1996 | KBS Drama Awards         | Excellence Award, Actor (Bae Yong-joon)                   | Wygrana |
| 1996 | KBS Drama Awards         | Nagroda Popularności (Bae Yong-joon)                      | Wygrana |
| 1996 | KBS Drama Awards         | Nagroda Fotogeniczności (Bae Yong-joon)                   | Wygrana |
| 1996 | KBS Drama Awards         | Top Excellence Award, Actor (Choi Ji-woo)                 | Wygrana |
| 1996 | 10th Grimae Awards       | Najlepszy aktor (Choi Ji-woo)                             | Wygrana |
| 1997 | 33. Baeksang Arts Awards | Najpopularniejszy aktor telewizyjny (Bae Yong-joon)       | Wygrana |
| 1997 | 33. Baeksang Arts Awards | Najlepsza debiutująca aktorka telewizyjna (Lee Hye-young) | Wygrana |